# Río Mayor (vattendrag i Spanien, Kastilien-La Mancha)
Río Mayor är ett vattendrag i Spanien.   Det ligger i provinsen Provincia de Cuenca och regionen Kastilien-La Mancha, i den centrala delen av landet, 80 km öster om huvudstaden Madrid.